# Kristaps Janičenoks
Kristaps Janičenoks (Riga, 14 marzo 1983) è un ex cestista lettone, di ruolo guardia.

## Carriera
Dopo aver iniziato la carriera nel suo paese, andò a giocare a Liegi e nel 2004 vinse la Coppa del Belgio. Dopo una stagione si trasferì in Germania nel Telekom Baskets Bonn. Nella stagione seguente fu ingaggiato dall'Orlandina Basket di Capo d'Orlando e con una buona stagione, in cui la squadra siciliana vinse persino a Napoli sul campo della squadra vincitrice della Coppa Italia, riuscì ad ottenere la salvezza con una gara d'anticipo.
Nel 2006 è passato in modo controverso alla Climamio Bologna: aveva firmato con la Fortitudo ma il suo contratto con Capo d'Orlando era di durata biennale. La società siciliana andò per vie legali ma alla fine il tribunale sportivo ha dato ragione alla squadra bolognese. Insieme a lui, da Capo d'Orlando è arrivato alla Fortitudo anche il giocatore bulgaro di passaporto francese Vasil Evtimov.
Successivamente, però, Kristaps Janičenoks, che a Bologna giocava col numero 12, è stato ceduto in prestito fino a fine stagione alla Siviglia Wear Teramo, contribuendo a far cogliere agli abruzzesi la salvezza all'ultima giornata.
Nel 2007-08 è tornato alla Upim Bologna, dopo aver disputato l'Europeo in Spagna con la nazionale lettone. Nell'ottobre 2008 passa alla Reyer Venezia.
Con la Lettonia ha disputato sei edizioni dei Campionati europei (2005, 2007, 2009, 2013, 2015, 2017).

## Palmarès
- Campionato lettone: 5

VEF Riga: 2010-11, 2011-12, 2012-13, 2018-2019
- Coppa del Belgio: 1

Liegi: 2004